# Diplodia subtecta
Diplodia subtecta är en svampart som beskrevs av Fr. 1849. Diplodia subtecta ingår i släktet Diplodia och familjen Botryosphaeriaceae.   Inga underarter finns listade i Catalogue of Life.